# Bill Brandt
Bill Brandt (Hamburg, 3 de maig de 1904 - Londres, 20 de desembre de 1983) va ser un fotògraf britànic conegut per les seves imatges en blanc i negre sobre contrastos socials i les seves fotos distorsionades de nus i paisatges. També va realitzar fotografies com a periodista gràfic.

## Biografia
Va néixer a Hamburg el 3 de maig de 1904, el seu pare era britànic i la seva mare alemanya. Va començar molt aviat a estudiar dibuix i gran part de la seva educació es va desenvolupar a Viena. En acabar la Primera Guerra Mundial va adoptar la ciutadania britànica per a evitar la dificultats a causa de la nacionalitat alemanya.
Poc després va contreure la tuberculosi i va estar diversos anys en un sanatori de Davos, a Suïssa, sota l'atenció del doctor Eugenie Schwarzwald. En aquesta ciutat existia un important ambient artístic i literari. Un cop guarit, es va traslladar a Àustria amb un germà que l'animà a fer fotografies i li presentà Ezra Pound que el 1928 va ser el seu primer model. Aquest va quedar impressionat pel talent de Brandt i hi va presentar-lo a Man Ray que li va oferir un lloc d'ajudant en què va estar tres mesos.
En començar el seu treball com a ajudant de fotògraf a París va quedar corprès pel moviment surrealista. Després de fer un viatge amb la seva esposa Eva es va instal·lar el 1931 a Londres, on va començar a realitzar un treball documental sobre les diferències socials en la societat anglesa i els contrastos que s'hi produïen com els problemes de l'atur a la mineria. En aquestes fotografies es nota la influència de Man Ray, André Kertész i Eugène Atget, i en les fotos nocturnes londinenques la del seu amic Brassaï.

Aquests treballs es van publicar en diversos llibres com The English at Home el 1936 i A Night in London el 1938. Aquest mateix any va publicar el llibre A Camera in London que recull diversos dels seus plantejaments fotogràfics. Entre algunes de les idees que va plantejar al llarg de la seva vida estan: 
| « | Un fotògraf ha de tenir i conservar les facultats receptives d'un infant que mira el món per primera vegada. | » |

| « | Crec que un bon retrat ha d'expressar una mica del passat de la persona i deixar entreveure una mica del seu futur. | » |

| « | Sovint tinc la impressió que ja he viscut alguna situació, així que intento representar-la tal com la recordo. | » |

| « | Només l'ampliació em permet acabar el meu treball de composició. No veig perquè podria alterar la veritat de la foto. | » |

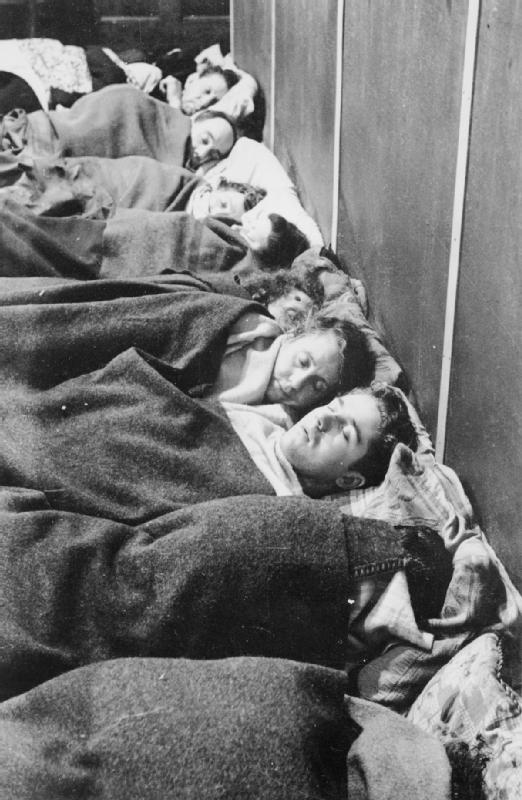
Fotografia en un refugi del nord de Londres durant un atac aeri, 1940

Des de 1937 va publicar habitualment en revistes com Harper's Bazaar, Lilliput, Picture Post i The Bystander. Durant la Segona Guerra Mundial va treballar per al govern britànic fotografiant la vida nocturna de la població londinenca durant els bombardejos, i aconseguint fotografies de la ciutat sense la presència de persones. A l'acabar la guerra el seu estil transita del reportatge gràfic a la fotografia de paisatges i del cos humà amb la utilització de grans angulars i punts de vista poc usuals. També es va fer retrats d'artistes per a revistes.
En aquests treballs va tornar a interessar-se pel surrealisme, fet que el va menar a una revisió de la fotografia de nus en el seu llibre Perspective of Nudes, en el qual utilitza les lents de gran angular per a obtenir uns nus deformats i de tipus escultòric amb àmplia profunditat de camp. També es va dedicar a fotografiar personatges amb ambients i fons paisatgístics de configuració surrealista. Entre les persones retratades es troben Pablo Picasso, Francis Bacon, Graham Greene i Peter Sellers.
En un principi, els paisatges els realitzava en espais privats però després va utilitzar les platges de Normandia i de la badia dels Àngels de Niça. Durant els últims anys de la seva vida va fer classes al Royal College of Art i exposant el seu treball, d'aquesta manera va participar en l'exposició de The family of man convidat per Edward Steichen. El 1979 va ser premiat per la Royal Photographic Society. Va morir el 20 de desembre de 1983 a causa de complicacions de la diabetis que arrossegava des de feia més de quaranta anys. El seu treball va exercir força influència durant la segona meitat del segle XX.

### De l'autor
- The English at Home.  Londres: B. T. Batsford, 1936.
- A Night in London.  Londres: Country Life, 1938.
- The camera in London.  Londres: Focal Press, 1948.
- Perspective of Nudes.  Londres: The Bodley Head, 1961.
- Ombres d'une Ile.  París: Editions Le Belier Prisma, 1966.
- Shadow of Light.  Londres: Bodley Head, 1966.
- Bill Brandt: Early Photographs, 1930-1942.  Londres: Arts Council of Great Britain, 1975.
- Bill Brandt: Nudes 1945-1980.  Londres: Fraser, 1982. ISBN 0-86092-051-8.
- Portraits: Photographs by Bill Brandt.  Londres: G. Fraser, 1982.
- London in the Thirties.  Londres: G. Fraser, 1983.
- Literary Britain.  Londres: Hurtwood Press, 1984. ISBN 0-86092-051-8.
- Behind the camera: Photographs 1928-1983.  Nova York: Aperture Press, 1985. ISBN 0-89381-181-5.
- The Photographs of Bill Brandt.  Londres: Thames and Hudson, 1999.
- Brandt, Bill. Brandt: Nudes Thames and Hudson, 2012.
- Brandt, Bill. Shadow and Light, Sarah Hermanson Meister, The Museum of Modern Art, New York, 2013.

### Sobre l'autor
- Bill Brandt.  Barcelona: Ediciones Orbis, S.A., 1984. ISBN 978-84-7530-228-7.
- Bill Brandt: A Life.  Stanford: Stanford University Press, 2004. ISBN 9780804750035.
- Thinking Photography.  Macmillan Press Ltd, 1982.
- Bill Brandt; Selected texts and bibliography.  Oxford: Clio Press, 1993.
- Hopkinson, Tom. Poetry: Bill Brandt - Photographer. Lilliput 11(2):130-41.
- Hopkinson, Tom. Bill Brandt's Landscapes, Photography, pàg. 26-31, 1954.
- Hopkinson, Tom. Bill Brandt. Daily Telegraph Magazine, 1970.
- Bardsley, John & Dunkley Richard. Bill Brandt- How Significant is his Photography? Photographic Journal, pàg. 250-259, 1970.
- Spencer, Ruth. Bill Brandt. British Journal of Photography, pàg. 1040-1043, 1973.
- Hughes, George. His Way... Amateur Photographer, 1975.
- Haworth-Booth, Mark. Talking of Brandt. Creative Camera, 1981.
- Taylor, John. The Use & Abuse of Brandt. Creative Camera, 1981.
- Taylor, John. Picturing the Past, Ten:8, no.11 pàg. 15-31, 1983.
- Strong, Roy. Brandt: Portraits, Creative Camera, 1982.